# Michel Goba
Michel Goba (ur. 8 sierpnia 1961 w Abidżanie) – iworyjski piłkarz grający na pozycji napastnika. W swojej karierze grał w reprezentacji Wybrzeża Kości Słoniowej.

## Kariera klubowa
Swoją karierę piłkarską Goba rozpoczął w klubie Africa Sports National. W 1980 roku zadebiutował w nim i grał w nim do 1982 roku. Wraz z nim wywalczył mistrzostwo Wybrzeża Kości Słoniowej w sezonie 1982 i zdobył z nim dwa Puchary Wybrzeża Kości Słoniowej w sezonach 1981 i 1982.
W 1982 roku Goba przeszedł do francuskiego pierwszoligowca Stade Brestois 29. Grał w nim przez sezon. Następnie grał w drugoligowych klubach takich jak: Angoulême CFC (1983-1984), USL Dunkerque (1984-1985), Racing Besançon (1985-1986), ponownie USL Dunkerque (1986-1989) i SC Abbeville (1989-1990).
| Sezon   | Klub                   | Kraj                     | Rozgrywki   | Mecze | Bramki |
| ------- | ---------------------- | ------------------------ | ----------- | ----- | ------ |
| 1980    | Africa Sports National | Wybrzeże Kości Słoniowej | Ligue 1 MTN | ?     | ?      |
| 1981    | Africa Sports National | Wybrzeże Kości Słoniowej | Ligue 1 MTN | ?     | ?      |
| 1982    | Africa Sports National | Wybrzeże Kości Słoniowej | Ligue 1 MTN | ?     | ?      |
| 1982/83 | Stade Brestois 29      | Francja                  | Division 1  | 16    | 5      |
| 1983/84 | Angoulême CFC          | Francja                  | Division 2  | 26    | 3      |
| 1984/85 | USL Dunkerque          | Francja                  | Division 2  | 18    | 4      |
| 1985/86 | Racing Besançon        | Francja                  | Division 2  | 18    | 6      |
| 1986/87 | USL Dunkerque          | Francja                  | Division 2  | 33    | 13     |
| 1987/88 | USL Dunkerque          | Francja                  | Division 2  | 4     | 0      |
| 1988/89 | USL Dunkerque          | Francja                  | Division 2  | 17    | 3      |
| 1989/90 | SC Abbeville           | Francja                  | Division 2  | 16    | 0      |

## Kariera reprezentacyjna
W reprezentacji Wybrzeża Kości Słoniowej Goba zadebiutował w 1980 roku. W tym samym roku powołano go do kadry na Puchar Narodów Afryki 1980. Wystąpił w nim w jednym meczu grupowym, z Tanzanią (1:1).
W 1984 roku Goba został powołany do kadry na Puchar Narodów Afryki 1984. Na tym turnieju zagrał trzech meczach grupowych: z Togo (3:0), w którym strzelił gola, z Egiptem (1:2) i z Kamerunem (0:2). W kadrze narodowej grał do 1989 roku.